# Šútovo
Šútovo (in ungherese Sutó) è un comune della Slovacchia facente parte del distretto di Martin, nella regione di Žilina.